# Old Scatness
 Old Scatness  è un sito archeologico della località scozzese di Scatness, nell'isola di Mainland, risalente a varie epoche (Età del ferro, Età del Bronzo e in parte Medioevo) e riconducibile alle civiltà dei Pitti e dei Vichinghi: riportato alla luce nel 1975, comprende i resti di un villaggio e di un broch.
Il sito è candidato dall'UNESCO ad entrare nella lista dei patrimoni dell'Umanità.

## Storia
Il sito venne scoperto casualmente nel 1975 durante i lavori per la realizzazione di una nuova strada che garantisse l'accesso all'aeroporto di Sumburgh.
Alla metà degli anni novanta, a vent'anni di distanza dalla sua scoperta, il sito venne acquistato dallo Shetland Amenity Trust. In seguito, vennero effettuati degli scavi in loco da membri dell'Università di Bradford.

## Descrizione
Il sito si trova a 40 km dal capoluogo di Mainland Lerwick, a ovest dell'aeroporto di Sumburgh e poco a nord del villaggio di Scatness.
La parte più antica del sito è rappresentata dai resti di un broch risalente a un periodo compreso tra il 400 e il 200 a.C. (Età del Ferro). Il broch ha uno spessore di 4 metri ed è circondato da un fossato largo 7 metri e profondo 4-5 metri.
Il sito comprende poi i resti di un villaggio, con case erette dai Pitti e riutilizzate in seguito anche dai Vichinghi. In una delle case, restaurata nel 1994, alloggiò alla fine del XIX secolo la celebre tessitrice Betty Mouat.
All'interno del sito è stato inoltre rinvenuto del vasellame risalente a un periodo compreso tra la fine dell'Età del Ferro e gli inizi dell'Età del Bronzo, oltre a manufatti considerati di epoca vichinga.